# Agrodiaetus tekkensis
Agrodiaetus tekkensis är en fjärilsart som beskrevs av Faster. Agrodiaetus tekkensis ingår i släktet Agrodiaetus och familjen juvelvingar. Inga underarter finns listade i Catalogue of Life.